# Santa Terezinha do Tocantins
Santa Terezinha do Tocantins là một đô thị thuộc bang Tocantins, Brasil. Đô thị này có diện tích 269,676 km², dân số năm 2007 là 2291 người, mật độ 8,5 người/km².